# Magurka (Kolisty Groń)
Magurka (1121 m n.p.m.) – szczyt w Grupie Mędralowej, pomiędzy przełęczą Klekociny (894 m) a Kolistym Groniem (niższy wierzchołek Mędralowej, około 1150 m). Potoki spływające z północno-zachodnich stoków są dopływami potoku Bystra, z południowo-wschodnich Czatożanki. Według Jerzego Kondrackiego, autora regionalizacji fizycznogeograficznej Polski, Grupa Mędralowej należy do Beskidu Makowskiego. Na mapach i w przewodnikach była zaliczana do Beskidu Żywieckiego, a w najnowszej regionalizacji z 2018 roku należy do Beskidu Żywiecko-Orawskiego.
Na północno-zachodnich zboczach Magurki rozciąga się Hala Kamińskiego, na dolnym końcu której krzyżują się dwa szlaki turystyczne. Hala ciągnie się aż po wierzchołek Magurki. Panorama widokowa jest podobna jak z Hali Mędralowej z tą różnicą, że aby ją oglądnąć w całości, trzeba przejść kawałek z jednej strony wierzchołka na drugi.
Przez szczyt Magurki i jej grzbietem biegnie granica między Zawoją w województwie małopolskim i Przyborowem w województwie śląskim.

## Nazwa
Nazwę Magurka podają mapy Geoportalu bazujące na państwowym rejestrze nazw geograficznych. Na mapie Compassu szczyt ten ma nazwę Kolisty Groń, według Geoportalu nazwa ta jest błędnie przypisana Magurce, właściwy Kolisty Groń znajduje się kilometr na południowy zachód od Magurki. Według Aleksego Siemionowa prawidłowa nazwa szczytu to również Magurka, taką nazwę podaje bowiem już Andrzej Komoniecki (1658–1728). Jest to prastara nazwa pochodzenia wołoskiego. Siemionow proponuje, by dla odróżnienia go od licznych innych szczytów o nazwie Magurka nazwać go Magurką Wełczowską (od przysiółka Wełcza, w którym się znajduje).

## Szlaki turystyczne
Zawoja Czatoża – Magurka – Korbielów
 odcinek: Koszarawa Cicha – Czerniawa Sucha – przełęcz Klekociny – Kolisty Groń – Mędralowa – Przełęcz Jałowiecka – Mała Babia Góra – Babia Góra

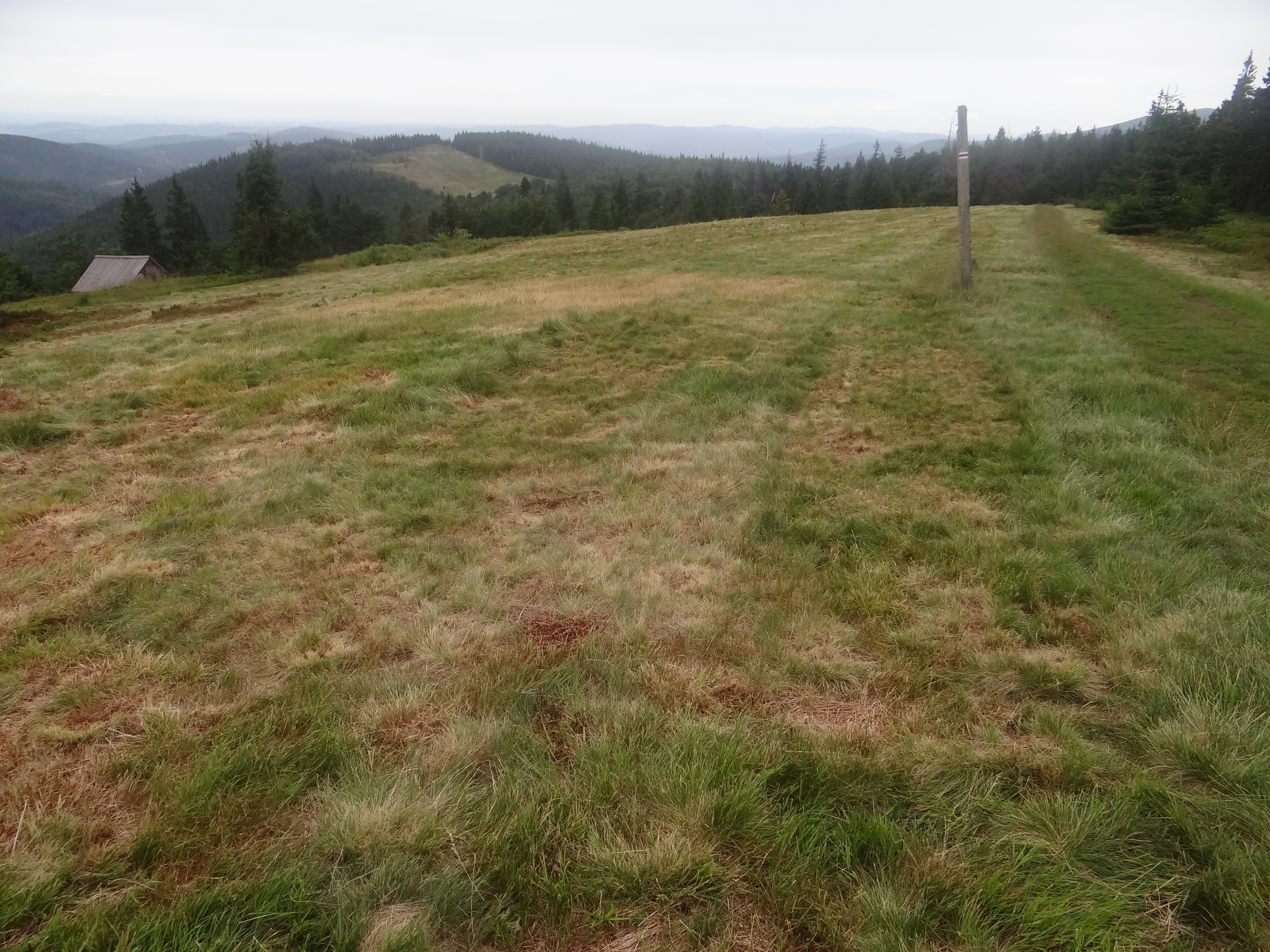
Widok na Magurkę z Hali Mędralowej